# Скуловатова Олена Вікторівна
Скуловатова Олена Вікторівна (нар. 22 квітня 1982 року, місто Чернігів) — українська письменниця. Лауреатка низки літературних конкурсів. Багаторазова чемпіонка України зі спортивного туризму. Кандидат психологічних наук, доцент.
Народилася в місті Чернігів. Старша донька в родині Ганни Іванівни та Віктора Олексійовича Скуловатових. Батько за фахом електрик, мати — повар-кондитер. Має брата Олександра, який вчителює в одній зі шкіл Києва. 
Навчалася в Чернігівській школі-ліцеї № 22. 
У 2004 році закінчила з відзнакою Соціально-гуманітарний факультет Ніжинського державного університету імені Миколи Гоголя та здобула спеціальність: соціальний педагог, практичний психолог у закладах освіти.
У 2004 році вступила до аспірантури в Інституті психології ім. Г.С. Костюка (Київ).
Літературна діяльність почалася з платформ самвидаву та дитячих журналів. Її твори друкувалися в таких виданнях: «Золоте левеня», «Вечірня казка», Чарівний ліхтарик», «Крилаті», «Колобочок». Також Олена Скуловатова писала для журналу «Вічний мандрівник» і літературного часопису «Дебют-газета». Друкувала свої твори в збірниках конкурсів та альманахах.
На початку 2022 року упорядкувала та у співпраці із колегами видала збірник казок «Мандрівний вітер». Згодом стала упорядницею збірників «Клуб домашніх улюбленців»,  «Казкові вечорниці» та «Казки з укриття». Загалом долучилася до створення багатьох колективних збірників. 
У 2021 році містична повість «Мілленія» (перша (конкурсна) назва «Народжена на межі епох») перемогла в літературному конкурсі «Дебютна книга», організованому Національною спілкою письменників України. За результатами конкурсу повість було видано. Вона стала першою сольною книгою письменниці.
У 2023 році вийшов друком роман «Імаго людини».
У 2024 році світ побачила економічна повість «Як заробити на канікулах», казкова повість «Готель у замку на межі. Зникла валіза Вальдемара фон Еделя», збірка оповідань «Дітлахи. Незламні історії» та екоказка «Світлячок і вітрячок».
Письменниця має доробок, який виданий шрифтом Брайля та в адаптованому дизайні. Це книги «Мілленія», «Різдвотяг вирушає в путь» та «Зоопарк покинутих тварин».
На цей час Олена Скуловатова активно пише, бере участь у різноманітних літературних заходах. Кілька років є членкинею журі літературного конкурсу ім. Івана Дубенця, проводить презентації та зустрічі з читачами.
Її твори додані до «Букваря» 2023 року під редакцією Н. Кравцової (видавництво «Підручники і посібники»).
У 2010 році захистила кандидатську дисертацію «Міфологеми як чинник формування традиційної картини світу людини» за спеціальністю «Загальна психологія, історія психології».
Має понад 70 наукових публікацій у фахових збірниках. Авторка навчального посібника «Політична психологія».
Олена Скуловатова є лауреаткою та фіналісткою низки українських і міжнародних літературних конкурсів. 
Роман «Імаго людини» посів друге місце на літературному конкурсі «Книга року» (2024).
У 2023 році новела «Живі яблука» потрапила  до фіналу Міжнародної літературної премії імені Василя Портяка.
У 2022 році в літературному конкурсі «Молода КороНація» оповідання «Саша закохалася» здобуло ІІ місце, а «Остання спроба» – ІІІ місце.
У 2022 році оповідання «Сіра книжечка» отримало І місце в ІІ літературному конкурсі імені Івана Дубинця.
Новела «Зустріч у метро» потрапило до фіналу Міжнародної літературної премії короткої прози ім. Василя Портяка (2022) та здобуло перемогу у Всеукраїнському літературному конкурсі малих прозових форм імені Василя Стефаника (2021).
Роман «Квітка-Василина» — лауреат ІІІ ступеню Літературного конкурсу «Смолоскип» (2021).
У 2021 році містична повість «Народжена на межі епох» (пізніше – «Мілленія») перемогла у конкурсі «Дебютна книжка», який заснований Кабінетом молодого автора Національної спілки письменників України.
Новела «Медвинська ночівля» отримала I місце літературного конкурсу імені Івана Дубинця (2021).
У 2024 році книга «Дітлахи. Незламні історії» (видавничий дім «Школа») отримала відзнаку журі від зоозахисної організації UAnimals.
Твір «На зламі» — лауреат VII Всеукраїнського літературного конкурсу малої прози імені Григора Тютюнника (2024).
Книга для дітей «Як заробити на канікулах» (видавництво «Чорні вівці») перемогла в номінації «Художня проза для молодшого шкільного віку» простору української дитячої книги Топ БараБука (2024).
Дитячий пригодницький роман «Готель у замку на межі. Зникла валіза Вальдемара фон Еделя» (Видавництво Старого Лева) увійшов у довгий список 2024 року простору української дитячої книги Топ БараБука.
Альпіністка. Здійснила сходження на Ельбрус та на інші вершини Кавказького хребта.
Багаторазова чемпіонка України з гірського туризму. КМС із гірського туризму. 
Мандрівниця. Багато років вела блог «У мандрах» та однойменний канал на YouTube.
Одружена. Виховує трьох доньок – Вікторію, Валерію та Владиславу.
Мешкає в селі Путрівка на Київщині.

### Для дітей і підлітків

#### Оповідання для дітей та підлітків
- Дітлахи. Незламні історії
- Маруська — квітка-мухоловка
- Сила справжнього бажання
- Порятунок Рудика
- Мамина таємниця
- Як Андрійко боровся з космічним пилом

#### Казки
- Світлячок і Вітрячок
- Кулик-сорока йде до школи
- Намистинки
- Різдво пана Цидульки
- Як байбак люстерко знайшов
- Андрійко й монстр із телефону
- Сунична країна мрій
- Соня йде до школи
- Великоднє дерево
- Шафрановий килим
- Як кіт Хміль козакував
- Зоопарк покинутих тварин
- Зниклі крашанки
- Мишенятко Куцик
- Ледащо й чарівне цебро
- Чарівний світ карамбоболиків
- Пригоди Мікробчика-Бобчика
- Веселка для Гавчика
- Книжкова крамниця
- Маленька відьмочка
- Кіт, професор та дракони

#### Дитячі та підліткові повісті
- Готель у замку на межі. Зникла валіза Вальдемара фон Еделя
- Як заробити на канікулах
- Сміттярики
- Щоденник моєї ма